# 續姿三四郎
《續姿三四郎》（日语：ぞくすがたさんしろう）乃日本導演黑澤明在1945年執導的電影，為《姿三四郎》之續集。

## 劇情提要
因為跟姿三四郎比武、被打成重傷的柔術大師村井離開人世，前者感到愧疚而無法面對愛人村井小夜，故遠走他鄉至橫濱。某日姿三四郎偶遇美國水手欺負人力車車伕關根嘉兵衛，於是出手搭救。此後，他發現有些習武之人只是利用武術糊一口飯吃，而非發揚武學真義。譬如某位美國大使館的翻譯引他參觀拳擊賽，參賽的柔術選手竟只是為了拿錢養活生計。姿三四郎的內心相當掙扎，他認為有必要重塑武學精神。
於是，他故意破了修道館的三戒：在道場喝酒、無故與他人打鬥、在公開場合表演柔道，與美國拳擊手進行一場異種格鬥賽，獲得勝利。他認為應該打破某些陳規瓶頸，以樹立柔道的新精神。此時出現兩個唐手高手檜垣鐵心和檜垣源三郎前來踢館，原來他們是檜垣源之助（前一集中姿三四郎的手下敗降）的胞弟。姿三四郎避不應戰，於是檜垣二兄弟故意陸續暗算修道館的門人弟子。直到投入修道館門下的人力車車伕關根嘉兵衛被打成重傷，姿三四郎才忍無可忍，接受檜垣二兄弟的挑戰。
接著檜垣源之助拜訪姿三四郎，他落敗之後身負重傷，但他希望姿三四郎不要跟他的胞弟打鬥。因為他們倆人心中充滿怨恨，為了報兄長之仇而鍛鍊武功，而他的三弟源三郎身體有病，一發病就必須休養。離開時姿三四郎好心地以關根的人力車載送檜垣回去，卻在此時遇上昔日愛慕的村井小夜，三人的視線微妙地交錯。後來姿三四郎和鐵心在靄靄雪山上對戰，經過一番激烈纏鬥，姿三四郎取得勝利，鐵心摔落山坡。不過他救起後者，並且在雪山的小屋內親手煮了熱湯給他們二人吃。檜垣二兄弟起初不領情，源三郎甚至趁姿三四郎熟睡時欲刺殺之。可是當他見到姿三四郎安詳的熟睡面孔，他頓時明白姿三四郎寬闊的心胸，於是將刀子丟棄在一旁。姿三四郎醒來後，兩兄弟津津有味地喝著他重新加熱的熱湯。

## 演員
- 矢野正五郎：大河内傳次郎
- 姿三四郎：藤田進
- 村井小夜：轟夕起子
- 檜垣源之助、鐵心：月形龍之介
- 檜垣源三郎：河野秋武
- 齋槌和尚：高堂國典
- 壇義麿：森雅之
- 津崎公平：宮口精二
- 左文字大三郎：石田鑛
- 關根嘉兵衛：光一
- 布引好造：菅井一郎
- 美國水手：奧斯曼·優素福

## 拍攝製作人員
- 製作：伊藤基彥
- 導演、腳本：黑澤明
- 原作:富田常雄
- 柔道指導：佐藤金之助、高村德一
- 唐手指導：小西康祐
- 拳擊指導：堀口恆男
- 攝影：伊藤武夫
- 美術：久保一雄
- 錄音：龜山正二
- 燈光：石井長四郎
- 音樂：鈴木靜一
- 助理導演：宇佐美仁
- 剪接：矢口良江
- 製作主任：青木武弘
- 底片沖洗：東寶現像所

## 內部連結
- 柔術
- 柔道
- 拳擊

## 外部連結
- （英文）IMDb: Zoku Sugata Sanshirô （页面存档备份，存于）